# Jordán (keresztnév)
A Jordán héber eredetű férfinév. A Jordán folyó nevéből ered, melynek a jelentése: alázuhog. Azonban korábban is létezett egy északgermán eredetű és hasonló hangzású név, amely egy föld jelentésű szóból származott.  Női párja: Jordána.

## Gyakorisága
A név a keresztes háborúk után terjedt el Európában. Az 1990-es években szórványos név, a 2000-es években nem szerepel a 100 leggyakoribb férfinév között.

## Névnapok
- február 13.[2]
- február 15.[2]

## Híres Jordánok
- Giordano Bruno csillagász